# 대한생리학회
대한생리학회(大韓生理學會, The Korean Physiological Society ; KPS)는 대한민국의 의학 학술 단체이다. 소재지는 서울특별시 강남구 테헤란로83길 14 두산위브센티움 1209호에 위치하고 있다.

## 개요
생리학의 학술적 연구와 국내 및 국제 교류를 통하여 인류의 복지 향상과 회원 상호간의 친목도모를 목적으로 한다.

## 주요 사업
- 학술대회, 강연회 및 강습회의 개최
- 학회지, 학술간행물 및 도서의 간행
- 기타 본회의 목적 달성을 위해 필요한 사업

## 같이 보기
- 생리학
- 대한의학회